# Karl Gusenleitner
Karl Gusenleitner (* 8. Jänner 1893 in Ottensheim; † 1980 in Wels) war ein österreichischer Arzt und 1945 kurze Zeit Bürgermeister der Stadt Wels.

## Leben
Karl Gusenleitner wurde als Sohn des Hausbesitzers und Weinhändlers Leopold Gusenleitner geboren. Er studierte Medizin in Graz und wurde Mitglied der katholischen Studentenverbindung K.Ö.H.V. Carolina Graz, damals im CV, ab 1933 im ÖCV. Später arbeitete er an der Frauenklinik in Wels und brachte es bis zum Primararzt.
Am 3. Mai 1945 kam es zu einer Widerstandsaktion gegen die zusammenbrechende Naziherrschaft durch ein Soldatenkomitee, das Gusenleitner das Amt des Bürgermeisters anbot, was dieser auch annahm. Er galt als Katholik als Gegner der Nazis und war unbelastet, die Amerikaner bestätigten ihn ab 4. Mai als Bürgermeister der Stadt.